# Tiscover
Die tiscover.com ist ein Tourismus-Unterkunftsinternetportal, getragen von der DS Destination Solutions GmbH mit Sitz in Köln, einem Tochterunternehmen der deutschen HRS Group.

## Unternehmensprofil und Geschäftsmodell
Das Unternehmen bietet etwa 1,2 Millionen buchbare Unterkünfte im Alpenraum und weiteren Urlaubsregionen in Europa sowie Softwareprodukte für touristische Ziele, Organisationen und Anbieter (Leistungsträger).

### Unterkunftsportal
Das Urlaubsportal für Alpenurlaub wurde 2020 um Urlaubsunterkünfte in Reisezielen anderer europäischer Regionen erweitert. 1,2 Millionen Angebote – darunter Hotels, Pensionen, Ferienwohnungen, Ferienhäuser – sind über die Plattform online buchbar und sind um Informationen zu Urlaubsregionen und -orten ergänzt.
Das Portal ist Vermarktungs- und Vertriebskanal für Unterkünfte, Marketingverbünde und Destinationen. Der Kunde bucht am Tiscover-Portal und bezahlt in den meisten Fällen später in der Unterkunft.

### DS Destination Solutions
Als Dienstleister für die Online-Vermarktung von Destinationen und Unterkunftsbetreiber versteht sich das Team von DS Destination Solutions. Das Angebot reicht von einem Online-Buchungssystem (Property Management System) für Ferienunterkünfte über eigene Unterkunftsbuchungsportale bis zu sonstigen SaaS-Produkten für touristische Unterkunftsanbieter.

## Unternehmensgeschichte
Tiscover startete 1991 als TIS GmbH (ursprünglich kurz für Tirol Informations System). Die Website ist eine der weltweit ersten Tourismusplattformen im Internet, 1995 präsentiert sich TIS@WEB online.
2001–2004 wurde die Website www.tiscover.com als Europaplattform mit Urlaubsinformationen aus Österreich, Deutschland und der Schweiz aufgebaut, es erfolgte auch ein Launch der Länderportale für Italien und Großbritannien und eines Portals für Südafrika. Das Konzept der Kombination aus Webpräsenz des Geschäftskunden und der Plattform als Buchungsbringer war seinerzeit eine „neue Form des Internetauftritts“ und europaweit führendes System im Sektor eCommerce/eTourismus
Im März 2008 wurde auf der Internationalen Tourismus-Börse in Berlin die Übernahme der Tiscover durch das Kölner Unternehmen HRS bekannt gegeben. Bis 2009 wurde Tiscover unter dem Label Alpenportal geführt und 2020 um weitere Urlaubsregionen erweitert.

### Unternehmensdaten
- 2001: Im ersten Betriebsjahr von tiscover.com war die Site die fünfthäufigst besuchte Website Österreichs.[10]
- 2006: In der Woche vom 16. bis 23. Januar 2006 wurden 12 Mio. Seitenzugriffe (PageViews) und rund 1,3 Mio. Besuche (Visits) gezählt, was einen Rekord für tiscover.com darstellte.
- 2007: 40 % Anstieg von Buchungen und Anfragen im November und Dezember (Vergleich zum Vorjahr)
- 2008/2009: Die Umstellung auf das Provisionsmodell, als „einzig langfristiges wachstumsfähiges“[11] Konzept bezeichnet, brachte große Umsatzeinbußen. 2009 lag der Umsatz bei 7,1 Mio. € (2008: −1,6 Mio., 2009: −1,1 Mio.)[12]

## Auszeichnungen
- Enter Award 1998 und 1999
- Österreichischer Tourismusinnovationspreis 2000
- Tourismus Innovationspreis des Landes Vorarlberg 2002
- British Resort Association Award 2004
- Multimedia Staatspreis 2005 (Kategorie Tourismus und Gesundheit)
- eBIZ Award 2005 und 2008
- Crystal Web Award 2006, 2007 und 2008